# Menck & Hambrock
Menck & Hambrock (oft verkürzt zu Menck) war ein deutsches Maschinenbauunternehmen, das 1868 gegründet wurde und nach der Jahrhundertwende insbesondere durch die Entwicklung und Fertigung von Seilbaggern in unterschiedlichen Größen- und Leistungsklassen Bekanntheit erlangte. Einige Jahre vor dem Konkurs im Jahre 1978 übernahm der amerikanische Baumaschinenhersteller Koehring den Betrieb und verlegte den Firmensitz mit rund 2000 Mitarbeitern von Hamburg-Altona nach Ellerau in Schleswig-Holstein.
Von dem ehemaligen Traditionsunternehmen blieb nach dem Konkurs nur die Rammtechnik-Sparte erhalten, die seit 1992 unter dem Namen Menck GmbH firmiert.

## Geschichte

### 1868 bis zum Ersten Weltkrieg

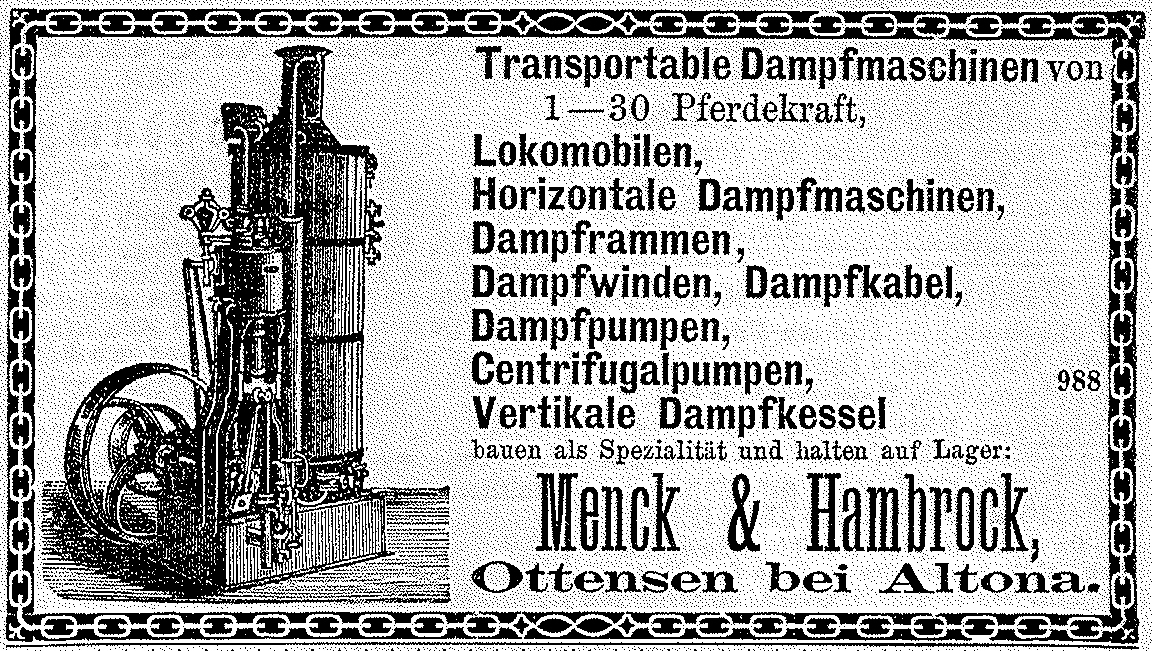
Produkte von Menck & Hambrock in einer Anzeige aus dem Jahr 1877

Die Firma wurde am 1. Februar 1868 durch Johannes Adolf Menck und Diedrich Alexander Hambrock im damaligen Dorf Ottensen als Metallgießerei und Kesselschmiede gegründet. In den darauffolgenden Jahren widmete sich das Unternehmen der Fertigung von Dampfmaschinen, Lokomobilen, Dampfkesseln und Freifalldampframmen. Ab 1891 wurden auch hand- und dampfbetriebene Kräne produziert. 1895 verstarb der Mitbegründer Diedrich Hambrock und sein Name trat in der darauffolgenden Zeit immer mehr in den Hintergrund. Zwei Jahre später traten die Brüder Carl und Hans Menck in das Unternehmen ein.
Nach mehrjähriger Entwicklungsarbeit konnte Menck & Hambrock bis zur Jahrhundertwende seinen Kunden einfache schienengebundene Greifer- sowie Löffelbagger mit Dampf- und Elektroantrieb anbieten. Im Gegensatz zu den englischen und amerikanischen Baggern waren die Bagger aus Hamburg so konstruiert, dass sie 360 Grad im Kreis schwenken konnten. Von den damals neuartigen Maschinen wurden bis zum Ersten Weltkrieg rund 600 Stück gebaut. Dieser Erfolg führte dazu, dass Menck & Hambrock bis 1914 zum größten Baggerhersteller in Deutschland aufstieg und auch international bekannt wurde.

### Weimarer Republik

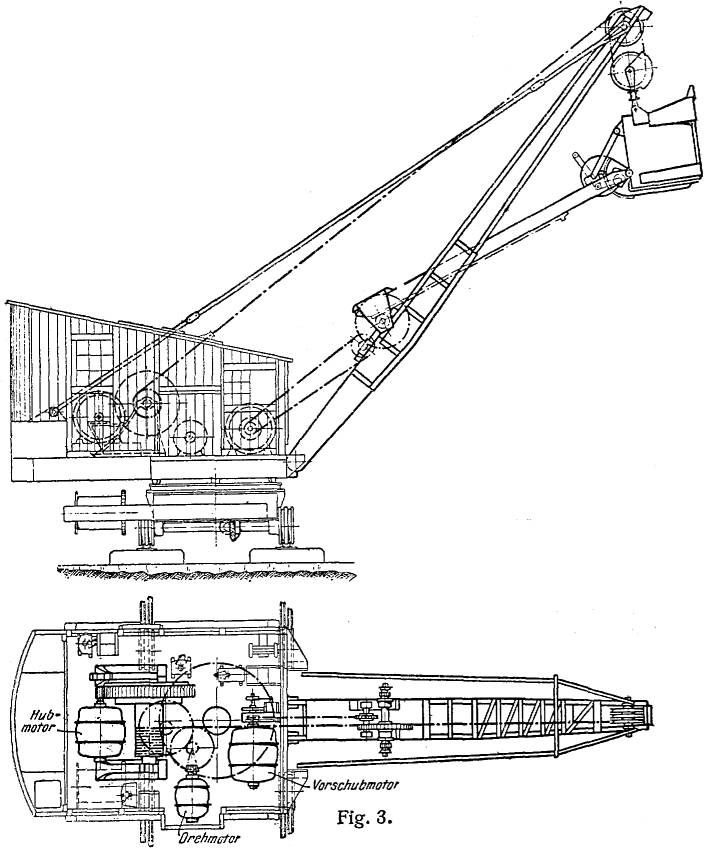
Schienengebundener Hochlöffelbagger Modell J mit Elektroantrieb (aus Lexikon der gesamten Technik von Otto Lueger)

Ab 1918 wurden weiter nahezu ausschließlich schienengebundene Bagger produziert. Menck & Hambrock besaß eine Sondergenehmigung der Königlich Preußischen und Großherzoglich Hessischen Eisenbahngemeinschaft, Großbagger mit Dampfbetrieb, die fest auf einem Flachwagen montiert waren, als Eisenbahnfahrzeuge zu befördern. Von der nächstgelegenen Bahnstrecke wurde in jedem Einzelfall ein provisorisches Gleis zur Einsatzstelle gelegt. Erst mit der Entwicklung des so genannten Raupenbandfahrwerkes durch die Ingenieure von Menck & Hambrock konnten sich die Bagger gleisunabhängig im Gelände bewegen. 1922 startete die Produktion der ersten Raupenbagger-Modelle II, III, IV, V, VI und VII. Speziell für den Einsatz in Steinbrüchen kamen 1926 die Modelle Mb, Mc, Md, Me und Mf zum Verkaufsprogramm hinzu.
1932 vollzog das Unternehmen einen weiteren Entwicklungsschritt und brachte die Universalbagger Mo, Ma, Mb, Mc, Me und Mf auf den Markt. Eine wesentliche Neuerung stellte die ausschließliche Ausstattung mit Dieselmotoren dar. Diese Bagger waren dadurch leistungsfähiger sowie leichter zu bedienen und kamen in der Folge weltweit zum Einsatz. Sie schaufelten Salpeter in Chile, Asbest in russischen Gruben, sie hoben in Schweden Kanäle aus und bewegten Felsbrocken in Steinbrüchen auf den Kanaren. Beim Bau von Reichsautobahnen kamen sie ebenso zum Einsatz wie später beim Wiederaufbau des vom Zweiten Weltkrieg zerstörten Deutschland.

### Zeit des Nationalsozialismus
Kurz nach der Machtergreifung der Nationalsozialisten arbeitete Menck & Hambrock zunehmend für die Wehrmacht. So wurden ab 1935 Haubitzen und ab 1939 zudem Bomben und Baumaschinen für den Kriegsdienst gebaut. Hugo Cordes entwickelte 1939 die weltweit erste Schürfraupe mit der Typenbezeichnung SR39. Insgesamt 8 Maschinen von diesem Typ wurden an die Pioniertruppen der Wehrmacht ausgeliefert. 1943 folgte die SR43 als Weiterentwicklung des Vorgängermodells. Von diesem Typ wurden 30 Maschinen durch das Stahlbau-Unternehmen Benteler produziert (daher auch die Bezeichnung Benteler-Menck-Schürfraupe). In Kooperation mit Hanomag konstruierte Menck & Hambrock 1933 die erste deutsche Planierraupe mit der Bezeichnung K 50.
Durch diese Aufträge konnte das Unternehmen den Umsatz von 3,2 Mio. Mark im Jahre 1932 binnen 10 Jahre auf 20,6 Mio. Mark steigern. In Hamburg wurden mit Beginn des Krieges nur noch Rüstungsgüter hergestellt. Die Baggerfertigung lagerte man überwiegend in die Tschechoslowakei zu Škoda und ČKD aus. 1942 arbeiteten rund 2000 Beschäftigte bei Menck & Hambrock in Hamburg. Etwa 400 davon waren Fremd- oder Zwangsarbeiter. Sie waren in einem eigenen Lager auf dem Firmengelände untergebracht.

### Nach dem Zweiten Weltkrieg

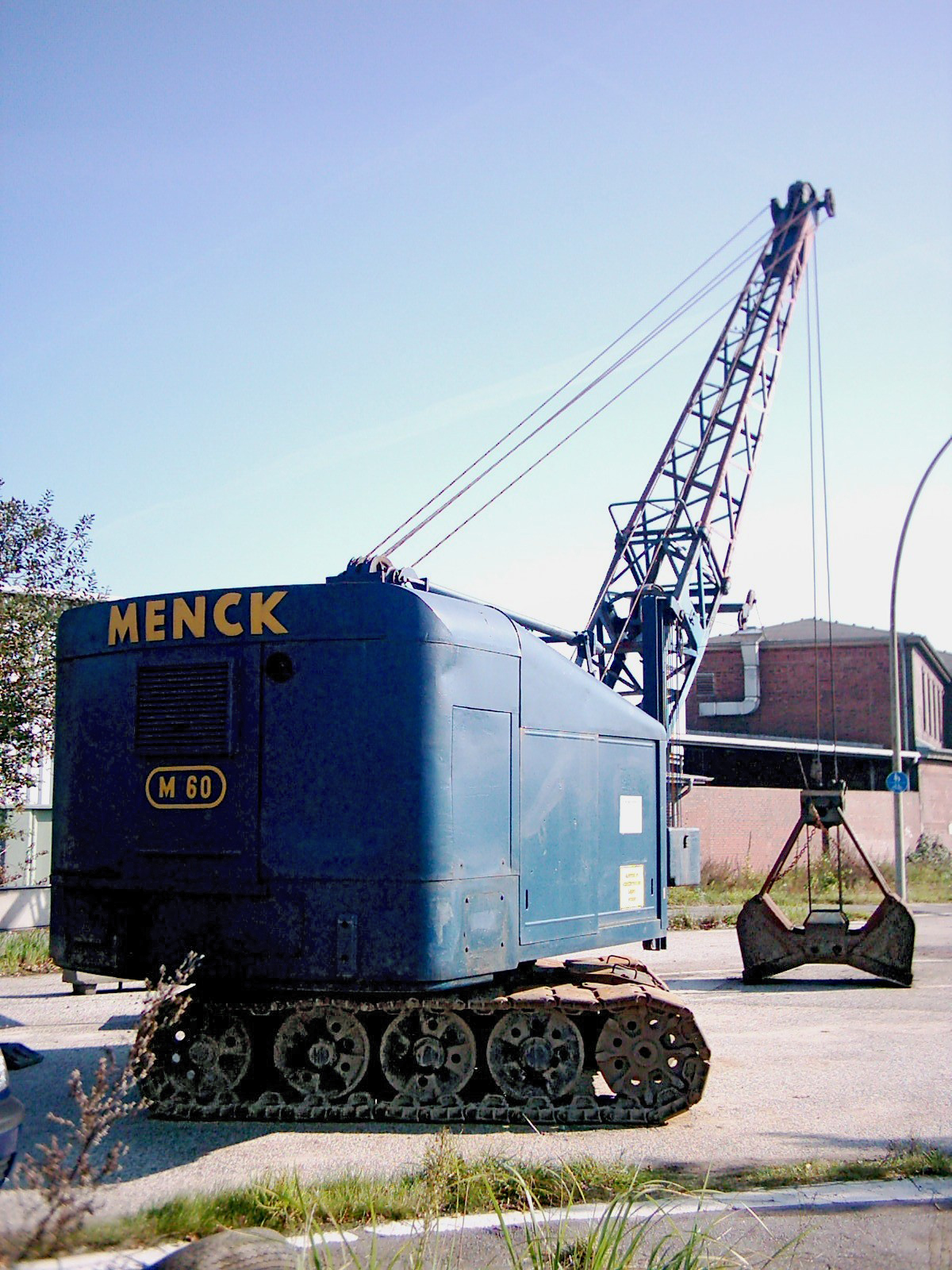
Raupenbagger M60
(Bestand Hafenmuseum)

Nach dem Zweiten Weltkrieg setzte Menck & Hambrock den Bau der dringend benötigten Bagger fort, zunächst mit der oben genannten Serie, ab 1948 dann mit völligen Neukonstruktionen wie M152, M75, M60, M250 und M90. Ein weiteres Standbein des Unternehmens in der Nachkriegszeit waren Leichtkräne wie der LK46, der kleinste je von Menck gebaute Maschinentyp, und der LK50. Besonders die kleineren Bagger waren in den Nachkriegsjahren bei den Kunden gefragt.
Auch die Produktion von Schürfraupen wurde nach dem Krieg wieder aufgenommen. Unter der Anleitung von Hugo Cordes und Günter Kühn entstanden zunächst ab 1953 jährlich 24 Maschinen vom Typ SR53. Später entwickelte das Hamburger Unternehmen noch leistungsfähigere Maschinen, wie etwa die Typen SR65 und SR85. Insgesamt wurden bis zum Konkurs von Menck & Hambrock rund 350 Schürfraupen in Hamburg gebaut. Darüber hinaus erfolgte die Fertigung von Schürfraupen auf Grundlage von Lizenzvereinbarungen mit Nippon Sharyō Seizō in Japan und der Frutiger Company aus der Schweiz, bis sie durch Eigenentwicklungen der jeweiligen Unternehmen ersetzt wurden.

### In den 1960er und 1970er Jahren
Seit den frühen 1960er Jahren zeichnete sich bei Baggern ein grundlegender Technologiewechsel ab, weg von den traditionellen Seilgeräten hin zu den bei vielen Einsätzen weit leistungsfähigeren und genauer steuerbaren Hydraulikbaggern. Die Firma erkannte den Umbruch nicht rechtzeitig und hielt zu lange an den herkömmlichen Seilgeräten fest, während innovativere Hersteller, insbesondere Orenstein & Koppel, Liebherr, Poclain, Demag und Atlas der Hydraulik konsequent zum Durchbruch verhalfen. In der Folge verlor Menck Marktanteile und geriet in wirtschaftliche Schwierigkeiten.
1966 wurde Menck mit seinen rund 2.000 Mitarbeitern deshalb durch den US-Konzern Koehring übernommen, der das Menck-Programm durch amerikanische Hydraulikbagger erweiterte. Die Hydraulik-Bagger von Koehring waren jedoch bereits technisch überholt und damit gegen zeitgenössische europäische Hydraulikbagger nicht wettbewerbsfähig. Eigene Menck-Hydraulikbagger nach fortschrittlichen europäischen Konstruktionsprinzipien wurden später zwar entwickelt und angeboten, da hatten sich jedoch bereits viele Kunden abgewendet und der Markt war inzwischen an andere Hersteller verloren. Der Abwärtstrend konnte auch den Umzug auf ein großzügiges Betriebsgelände in Ellerau und die Neukonstruktion der Seilbagger nicht aufgehalten werden. Das traditionsreiche Unternehmen musste schließlich 1978 Konkurs anmelden. Einige Menck-Entwicklungen wurden anschließend von anderen Konzernen (z. B. Liebherr) übernommen, insbesondere die letzte Generation von modernen Menck-Seilbaggern mit damals innovativer hydraulischer Kraftübertragung und Steuerung bildete den Grundstein für die späteren Liebherr-Seilbagger.

### Ab 1978

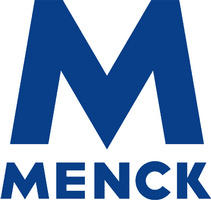
Logo der 1992 neu gegründeten Menck GmbH

Nach dem Konkurs führte Koehring in Deutschland nur die Entwicklung und Fertigung der Rammtechnik-Sparte weiter. 1992 wurde dieser Geschäftsbereich in die neu gegründete Menck GmbH ausgegliedert und 1993 vom Anlagenbauer Jay Ray McDermott übernommen. 2003 kam die Menck GmbH dann zur britischen Acteon-Gruppe. Etwa zeitgleich siedelte der Firmensitz nach Kaltenkirchen um. Im Laufe der Jahre entwickelte sich die Menck GmbH zu einem Spezialunternehmen für die Gründung und Verankerung großer Offshore-Bauwerke (wie etwa Bohrinseln und Windkraftanlagen) mittels Rammtechnik und erwirtschaftete 2020 mit ihren 115 Mitarbeitern einen Umsatz von rund 88 Millionen Euro.

## Verbleib

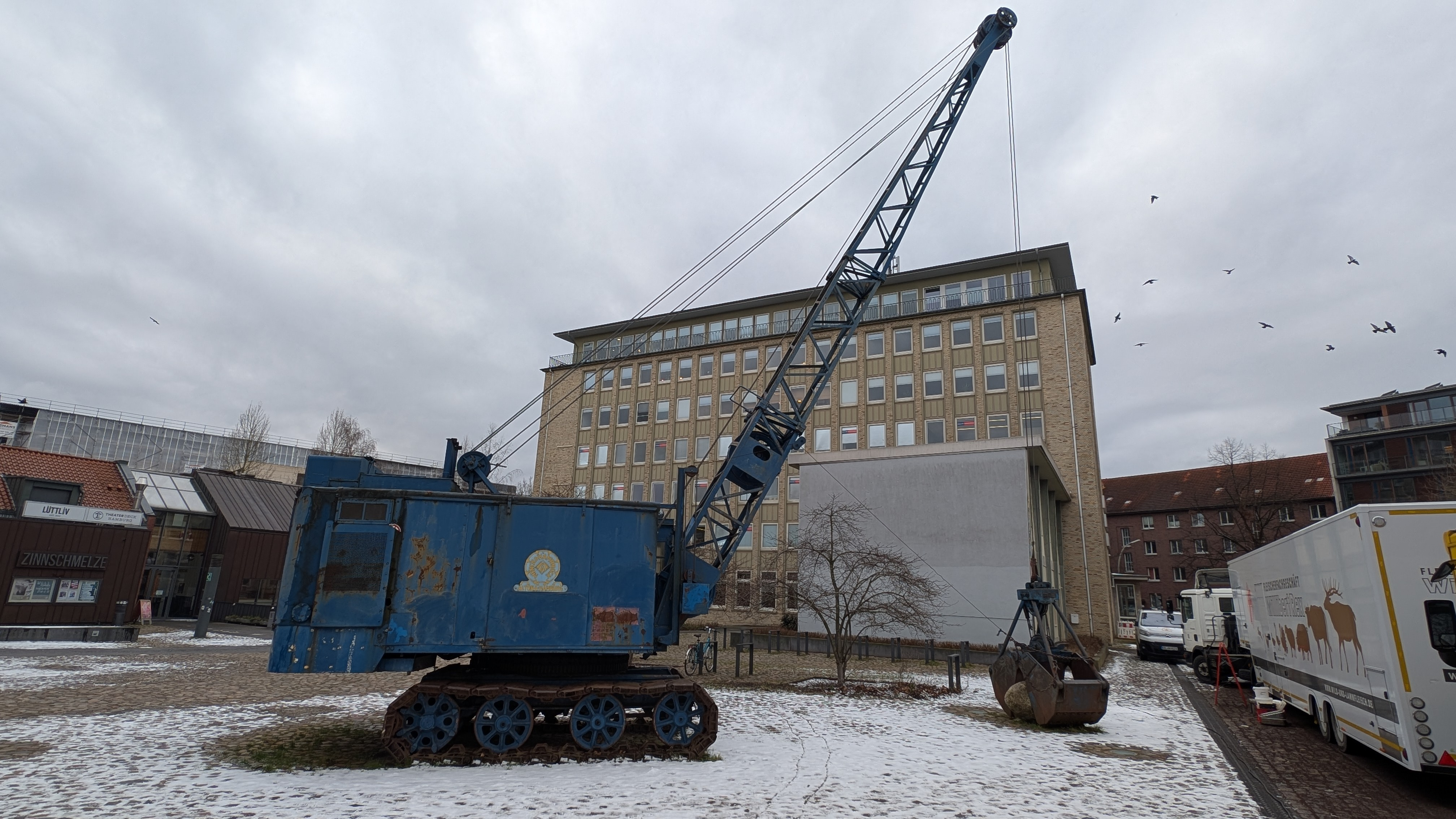
Menck-Bagger am Museum der Arbeit in Hamburg-Barmbek

Menck zählte über Jahrzehnte zu Europas bedeutendsten Baggerherstellern. Die Langlebigkeit der Menck-Maschinen zeigt sich durch eine hohe Zahl der immer noch in Betrieb stehenden Geräte der 1950er bis 1970er Jahre.
Ein ursprünglich in der Hamburger-Fabrik genutzter 15 Tonnen schwerer Lastkran ist seit 1979 das Wahrzeichen der Kultureinrichtung Fabrik (Hamburg). Das ehemalige Betriebsgelände in Hamburg-Altona dagegen besteht nicht mehr. Sämtliche Fabrikgebäude wurden nach dem Konkurs bis 1984 abgebrochen und stattdessen Wohngebäude errichtet. Um die Erinnerung an den erfolgreichen Baggerhersteller wach zu halten, ließ das Stadtteilarchiv Ottensen 1998 dort in einer Parkanlage einen betriebsfähigen Menck-Hochlöffelbagger vom Typ M152 (Baujahr 1954) aufstellen. Seither kümmert sich der Verein um den Erhalt des sogenannten Menck-Mals und veranstaltet auch regelmäßig Vorführungen.
Ein weiterer Bagger von Menck & Hambrock ist auf dem Außengelände des Museums der Arbeit in Hamburg-Barmbek ausgestellt.